# Абушев, Гаджи-Мурад Габибулаевич
Гаджи-Мурад Габибулаевич Абушев (род. 2 октября 1978, Махачкала) — российский футболист и игрок в мини-футбол. По национальности — кумык.

## Карьера
Воспитанник дагестанского футбола. Карьеру начинал в любительском клубе «Судостроитель» из Махачкалы. Выступал в клубах второго дивизиона «Спартак» Кострома и новомосковский «Дон». Далее серьёзно занялся мини-футболом и вместе с махачкалинском клубом «Каспий» вышел в высшую лигу, однако отыграл там только один сезон.
В дальнейшем выступал за любительские клубы, среди которых каспийский «Дагдизель» и «Олимп» из Карабудахкента, в составе которого отметился 14 мячами в чемпионате Дагестана в сезоне 2011/12.
По состоянию на конец марта 2019 года работал тренером в махачкалинской РСДЮШОР № 2.